# Фрауэнзее
Фрауэнзее (нем. Frauensee) — община в Германии, в земле Тюрингия.
Входит в состав района Вартбург. Население составляет 876 человек (на 31 декабря 2010 года). Занимает площадь 19,26 км².
Община подразделяется на 4 сельских округа.